# Павич, Бранко
Бра́нко Па́вич (хорв. Branko Pavić; родился 7 ноября 2006) — хорватский футболист, полузащитник клуба «Динамо» (Загреб).

## Клубная карьера
Футбольную карьеру начал в академии клуба «Дубрава». В июле 2019 года присоединился к футбольной академии клуба «Динамо» (Загреб). 18 мая 2024 дебютировал в основном составе загребского «Динамо» в матче Первой хорватской футбольной лиги против «Славена».

## Карьера в сборной
Выступал за сборные Хорватии до 16, до 17, до 18, до 19 лет и до 21 года.